# Savoia-Marchetti SM.81 Pipistrello
Savoia-Marchetti SM.81 Pipistrello - bombardeiro médio trimotor de fabricação italiana utilizado na Guerra Civil Espanhola e na II Guerra Mundial.
Voou pela 1º vez em 1935 como equivalente do SM.73 de transporte. Participou como bombardeiro ou aeronave de reconhecimento na Guerra da Abissínia e na guerra civil espanhola.
No início da Segunda Guerra Mundial a Itália possuía aproximadamente 300 aparelhos que  também desempenhariam tarefas de transporte de carga e paraquedistas, reboque de planadores e luta antissubmarino.

## Usuários
- China
- Itália
- Espanha

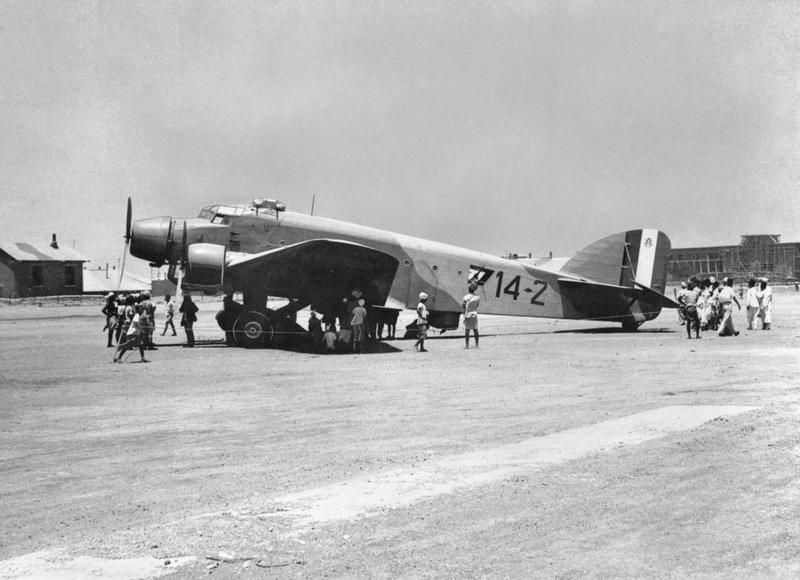
SM.81 capturado pela RAF.
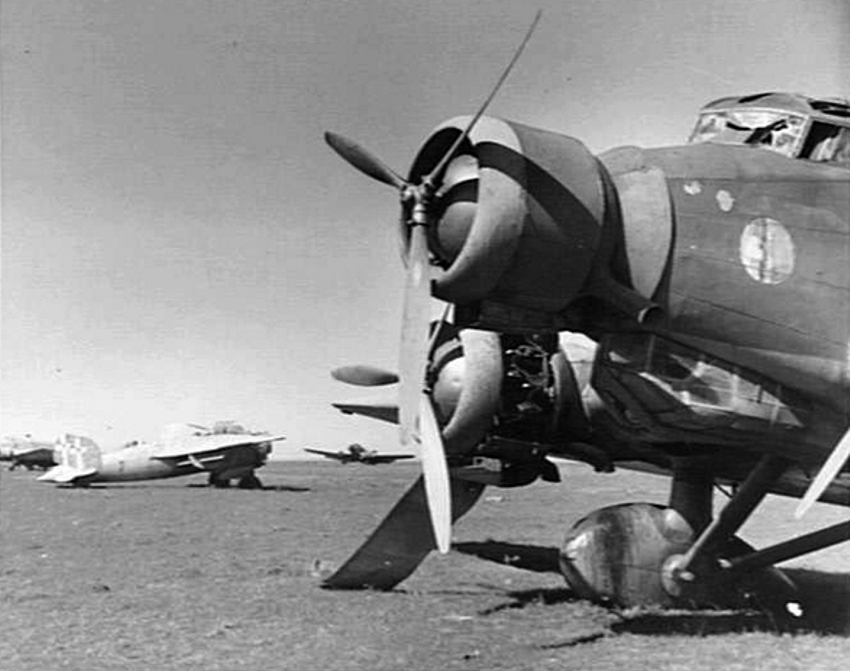
Savoia-Marchetti SM.81 abandonado em Bengazi na Líbia, (26 de Fevereiro de 1941.)